# Aberdeen (New South Wales)
Aberdeen ist ein Ort in New South Wales, Australien.

## Geographie
Etwa zwei Drittel der Fläche von Aberdeen werden vom Upper Hunter Shire verwaltet. Der übrige Teil liegt auf dem Bereich der LGA Muswellbrook Shire. Mit 49 Einwohnern/km² ist der Ort eher dünn besiedelt.

## Demographie
Mit Stand von 2021 hatte Aberdeen 2051 Einwohner, von denen 1905 die australische Staatsangehörigkeit besitzen. 209 Personen im Ort sind Aborigines (10,19 %), womit deren Zahl über dem Landesschnitt von 2,92 % liegt. Weitere 5 Einwohner sind Torres-Strait-Insulaner.
Insgesamt 24 Menschen aus Aberdeen wurden in England geboren. Weitere Einwohner, die im Ausland geboren wurden, kommen aus Neuseeland (21), China (12) und Südafrika (8).
Das Medianalter liegt bei 41 Jahren. Das mittlere Einkommen pro Person beträgt 716 Australische Dollar, das mittlere Haushaltseinkommen liegt bei 1426 AUD, womit es zu den niedrigeren Haushaltseinkommen im landesweiten Vergleich (1746 AUD) zählt.

## Öffentliche Einrichtungen
In Aberdeen gibt es zwei Schulen, nämlich die Aberdeen Public School und das St Joseph's Catholic College. Weiterhin gibt es 6 Parks sowie 1 öffentliche Sportstätten. Der Ort beherbergt eine Filiale der Australia Post. Im Rahmen der öffentlichen Ordnung gibt es eine Feuerwehr.